# Frédérique Calandra
Pour les articles homonymes, voir Calandra.
 (janvier 2024).
Frédérique Calandra (née le 15 novembre 1962 à Paris) est une femme politique française.
Membre du Parti socialiste (PS), elle est adjointe au maire de Paris Bertrand Delanoë de 2001 à 2008 puis maire du 20e arrondissement de Paris de 2008 à 2020.
Peu avant les élections municipales de 2020, elle rompt avec le PS et prend la tête dans son arrondissement d’une liste soutenue par La République en marche (LREM). Elle perd son siège au profit d'Éric Pliez.
Le 29 juillet 2020, elle est nommée par le gouvernement déléguée interministérielle à l’aide aux victimes, à compter du 9 août 2020. Son mandat s'achève le 30 octobre 2022.

## Biographie

### Études et carrière
Titulaire d'un DEA de géopolitique (Paris-VIII) et du certificat de l'Institut international des droits de l'homme - Fondation René Cassin (université René Cassin - Strasbourg), Frédérique Calandra travaille dans le milieu associatif, notamment humanitaire, depuis 1985[réf. nécessaire].
Elle a été successivement directrice d'un comité de bassin d'emploi en Seine-et-Marne, directrice de l'association Paris 1989 pour la mise en œuvre d'un projet international dans le cadre des célébrations du bicentenaire de la Révolution française, directrice de la communication et chargée de mission internationale de la Fondation Danielle-Mitterrand - France Libertés, assistante parlementaire de Véronique Carrion-Bastok (députée de Paris) et enfin cadre depuis 1999 dans une association de l'économie solidaire.

### Médiatrice de la ville de Paris
La ville de Paris s'est dotée d'un médiateur municipal dès 1977, devenant la première ville de France à bénéficier d'un médiateur institutionnel. Bertrand Delanoë a décidé de confier cette mission à Frédérique Calandra, élue adjointe au maire en 2001, et conseillère du 20e arrondissement depuis 1995, devenant ainsi la quatrième médiatrice de la ville de Paris.
Le 30 novembre 2005, elle a organisé le IVe congrès de l’Association des ombudsmans et médiateurs francophones, dont elle est membre, à l’hôtel de ville de Paris.
En tant que médiatrice d'un service public, Frédérique Calandra a été membre de l'Institut international de l'ombudsman et participé au développement et à la réflexion autour de la question de la médiation municipale,.
Frédérique Calandra était également signataire de la charte des médiateurs du service public et membre de plusieurs organisations internationales de médiation administrative.
À la suite de son élection à la mairie du 20e arrondissement de Paris, la fonction a été confiée, le 1er septembre 2008, à Claire Brisset, qui avait été Défenseur des enfants du 4 mai 2000 jusqu'au 3 mai 2006.

### Parcours politique

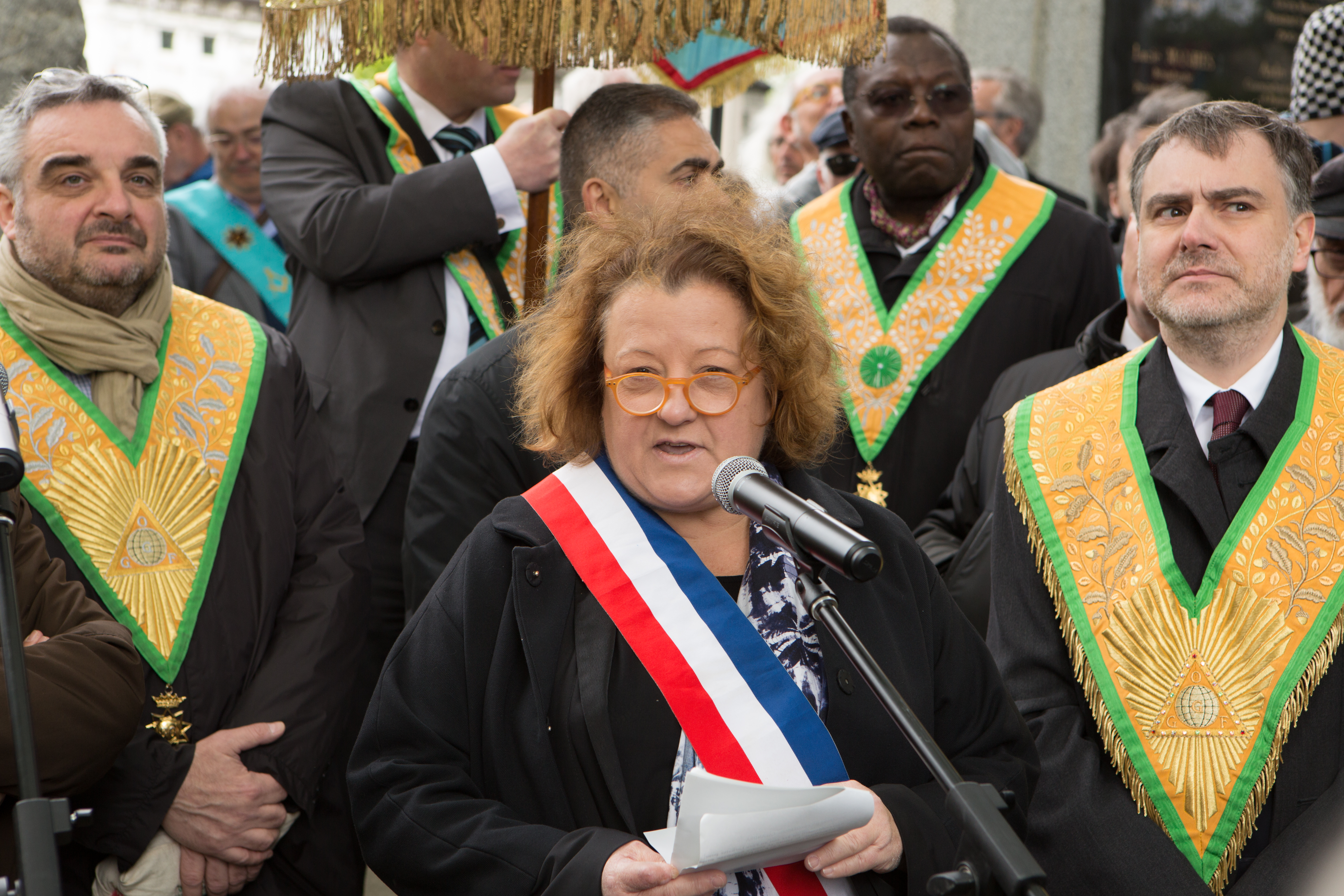
Discours de Frédérique Calandra lors du rassemblement des francs-maçons du cimetière du Père-Lachaise le 1er mai 2017.

Elle est décrite par le journal Le Parisien comme une « fervente sociale-démocrate », qui « se trouve au PS un héros, François Mitterrand, et un maître-à-penser, Dominique Strauss-Kahn ».
Aux élections municipales de 2008, Frédérique Calandra conduit la liste d'union de la gauche à Paris 20e, pour succéder à Michel Charzat qui se présente sur une liste dissidente.
Elle est élue au second tour maire d'arrondissement (69,5 % contre 30,5 % à Michel Charzat).
Le 10 octobre 2013, elle est reconduite comme tête de liste PS dans le 20e arrondissement pour les élections municipales de 2014 à Paris qu'elle remporte avec 55,07 % des voix au second tour. Elle est réélue maire le 13 avril 2014.
Durant son mandat, une polémique éclate à propos des pratiques du directeur général des services (DGS) de la mairie, accusé par des employés et par des syndicats de discriminations, de propos racistes et de harcèlement sexuel et moral,. Frédérique Calandra décide de le soutenir et de le maintenir à son poste,. En novembre 2018, la maire du 20e arrondissement de Paris et Anne Hidalgo saisissent l'Inspection générale de la Ville de Paris afin de conduire « une enquête administrative indépendante qui permettra de faire toute la lumière sur les faits qui sont reprochés au DGS du 20e ».
Elle est élue le 21 janvier 2016 conseillère métropolitaine déléguée de la métropole du Grand Paris.
Idéologiquement opposée à un courant du féminisme représenté par Christine Delphy, Rokhaya Diallo ou Sylvie Tissot, Frédérique Calandra lance des poursuites judiciaires contre ces deux dernières qui ont vigoureusement critiqué l'interdiction par la mairie de rencontres-débats et d'une projection de film auxquels elles devaient participer en mars 2015,. Elle justifie sa décision notamment du fait de la signature des deux femmes d’une pétition contre le soutien à Charlie Hebdo après l’incendie terroriste des locaux du journal satirique en 2011.
À la suite de ce conflit, le Tribunal de grande instance de Paris donne raison le 2 octobre 2018 à Frédérique Calandra, qui avait déposé plainte contre des militants d’un collectif. Ces derniers l’avaient accusée de « racisme » à la suite des événements entourant la semaine pour l’égalité hommes-femmes en février 2015.
Début décembre 2016, elle échoue face à George Pau-Langevin à obtenir l'investiture PS pour la 15e circonscription de Paris, en vue des élections législatives de 2017. Celle qui était la députée sortante est réélue.
En mars 2019, la mairie du 20e arrondissement s’oppose à la diffusion d’un documentaire sur les violences policières, invoquant la convention d’occupation des écoles votée par la ville de Paris, qui stipule qu’une école ne peut être prêtée que le samedi matin. En outre, elle rappelle que la maire du 12e arrondissement a refusé un événement similaire, « sans que les associations qui avaient fait cette demande n'aient crié alors à la censure », pointant du doigt l’ambiguïté des reproches formulés.
Elle est membre fondateur du Printemps républicain.
En octobre 2019, elle se désolidarise de la maire de Paris Anne Hidalgo, la jugeant « prisonnière de ses alliances (communistes, Génération·s, Verts) », critiquant également sa politique en matière de transport, de propreté et de sécurité. Déjà soutien de la liste sénatoriale LREM fin 2017, elle annonce soutenir le candidat macroniste Benjamin Griveaux pour les élections municipales de 2020.
Le 25 novembre 2019, elle est officiellement investie tête de liste « Paris ensemble », portée par Benjamin Griveaux pour LREM.
Lors d'une émission sur CNews le 24 janvier 2020, elle accuse la Ligue de l'enseignement d'avoir voulu organiser « une démonstration de comment bien porter le voile pour les jeunes filles » et prétend que les Frères musulmans auraient infiltré certains centres sociaux parisiens. Lors de sa cérémonie des vœux, une centaine de manifestants l’interrompent pour dénoncer ses prises de position et ses déclarations sur CNews. Frédérique Calandra compare alors ces manifestants à une « bande de sagouins » et est obligée d'évacuer la salle. Plusieurs élus sortants de l'opposition font également le choix de ne pas monter sur l'estrade « pour dénoncer ses prises de position odieuses », selon ces derniers.
Lors des élections municipales de 2020, la liste LREM qu'elle conduit arrive en 4e position au second tour avec un total de 3 663 voix, soit 9,23 % des suffrages exprimés. Elle est nommée déléguée interministérielle à l'aide aux victimes à compter du 9 août 2020, et démissionne de son mandat au conseil municipal du 20e arrondissement le 12 août 2020.

### Vie privée
Célibataire, elle est mère d'un enfant. Le Canard enchaîné relève en février 2020 qu'elle bénéficie d'un tarif avantageux pour la cantine de son enfant ne se justifiant pas au regard de ses revenus.

## Synthèse des résultats électoraux

### Élections municipales
Les résultats ci-dessous concernent uniquement les élections où elle est tête de liste.
| Année | Liste  | Liste | Commune   | 1er tour | 1er tour | 1er tour | 2d tour | 2d tour | 2d tour | Sièges obtenus | Sièges obtenus | Sièges obtenus |
| Année | Liste  | Liste | Commune   | Voix     | %        | Rang     | Voix    | %       | Rang    | CA             | CP             | MGP            |
| ----- | ------ | ----- | --------- | -------- | -------- | -------- | ------- | ------- | ------- | -------------- | -------------- | -------------- |
| 2008  |        | PS    | Paris 20e | 21 568   | 38,32    | 1re      | 31 984  | 69,50   | 1re     | 22 / 26        | 11 / 13        |                |
| 2014  | 20 502 | PS    | Paris 20e | 37,29    | 1re      | 31 163   | 55,07   | 1re     | 22 / 28 | 11 / 14        |                |                |
| 2020  |        | LREM  | Paris 20e | 5 575    | 12,52    | 3e       | 3 663   | 9,22    | 4e      | 1 / 28         | 0 / 14         | 0 / 6          |

## Détails des mandats
- Membre du Conseil de Paris, assemblée délibérante de la ville de Paris, depuis le 18 mars 2001, réélue le 16 mars 2008 et le 30 mars 2014[41]
- Membre du Conseil métropolitain du Grand Paris depuis le 15 décembre 2015
- Rapporteure spéciale du Conseil métropolitain du Grand Paris depuis le 22 janvier 2016[42]
- Maire du 20e arrondissement de Paris de 2008 à 2020
- Présidente de la Régie Immobilière de la ville de Paris (RIVP)[43]